# Aibonito
Aibonito è una città di Porto Rico situata nell'entroterra meridionale dell'isola. L'area comunale confina a nord con Barranquitas, Comerío e Cidra, a est con Cayey, a sud con Salinas e a ovest con Coamo. Il comune, che fu fondato nel 1824, oggi conta una popolazione di oltre 26 000 abitanti ed è suddiviso in 9 circoscrizioni (barrios).